# BL 15 inch Mk I

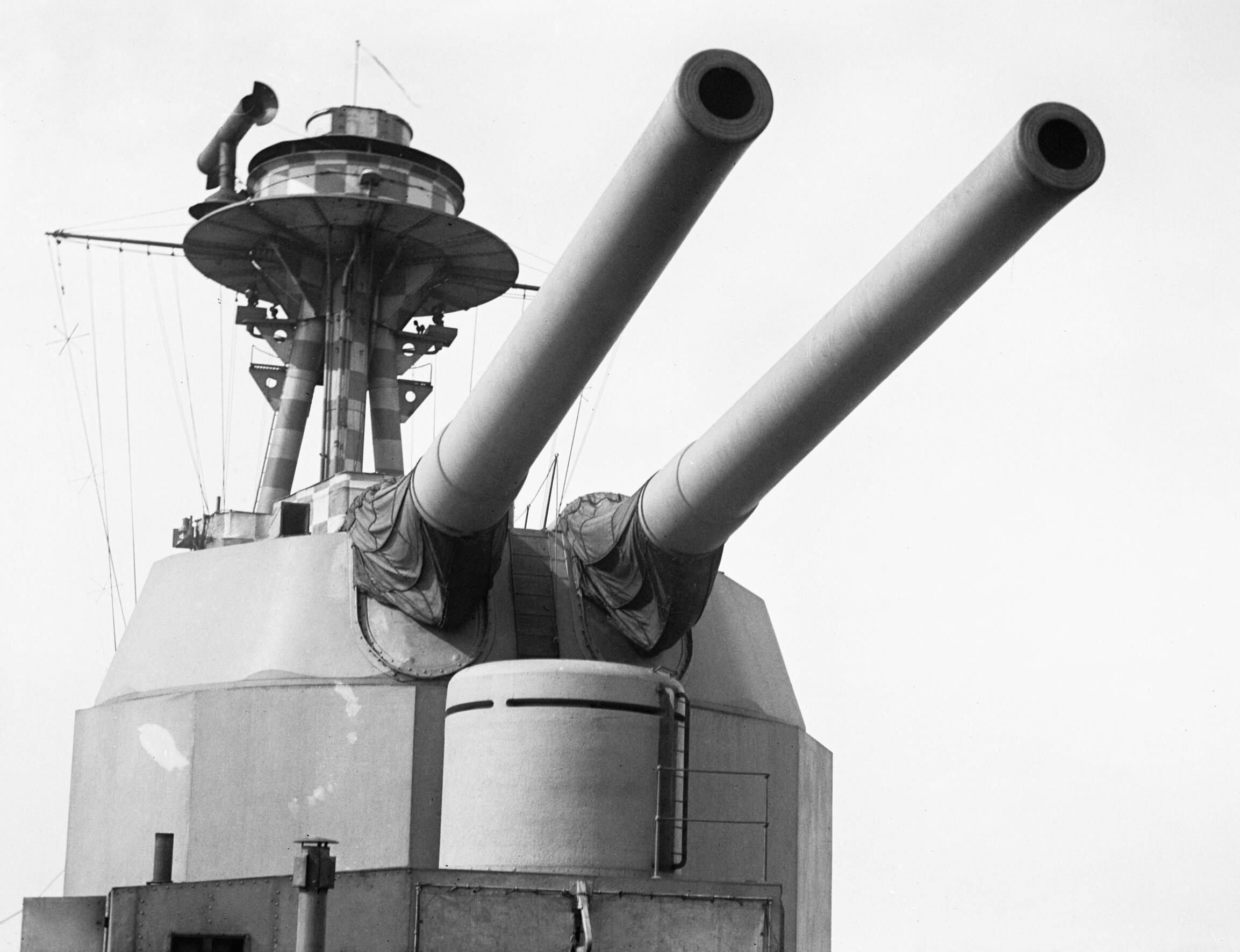
Due cannoni BL 15 pollici sulla nave HMS Terror

Il BL 15 pollici Mark I è stato un cannone navale britannico, adottato dalla Royal Navy in sostituzione del BL 13.5 inch Mk V. Fu il primo pezzo britannico in calibro 381 mm e il più usato e con la durata più lunga di qualsiasi progetto; probabilmente si tratta del cannone pesante più efficiente mai sviluppato dalla Royal Navy. Equipaggiò navi da battaglia e incrociatori da battaglia tra il 1915 e il 1959, rivelandosi uno dei pezzi navali migliori nelle guerre mondiali.